# Soechoj Soe-57
De Soechoj Soe-57 voorheen bekend als Soechoj PAK FA (Russisch: Су-57 (Перспективный авиационный комплекс фронтовой авиации (ПАК ФА), Perspektivyj aviatsionnyj kompleks frontovoj aviatsii of 'toekomstig luchtcomplex — frontluchtvaart'), NAVO-codenaam "Felon", is een tweemotorig gevechtsvliegtuig dat is ontwikkeld door Soechoj. Het vervangt de MiG-29 en Soe-27 van de Russische luchtmacht vanaf 2018. India zal een tweezitvariant van de Soe-57 in gebruik nemen, en draagt ook bij aan de ontwikkeling ervan. De Soe-57 combineert stealth-eigenschappen met wendbaarheid, een hoge snelheid en de mogelijkheid om lange afstanden af te leggen.

## Ontwerp
De Soe-57 is een stealth-toestel, maar hoe 'stealthy' hij wordt is nog onbekend. Omwille van deze eigenschap kunnen raketten intern worden gedragen in twee grote compartimenten langs het midden van het toestel. Tevens zijn er twee kleinere compartimenten, onder de vleugels bevestigd, waar kleinere raketten in kunnen worden opgeborgen. De vorm van de straaljager als geheel is ook op stealth afgestemd; zo is het vliegtuig relatief vlak, zijn er weinig sterke dubbele krommingen aanwezig en randen zijn veelal parallel aan elkaar. Tot slot bestaat 70% van het oppervlak uit composieten.
De vorm van het vliegtuig is tevens gekozen om supercruising mogelijk te maken. Soechoj heeft getracht de krachten op het vliegtuig zo gelijk mogelijk te verdelen, wat resulteerde in het karakteristieke zeer brede middengedeelte. Een bijkomend voordeel is dat hierdoor veel brandstof kan worden opgeslagen, terwijl het vliegtuig relatief plat blijft. Dit vermindert de luchtweerstand.
Het toestel belooft zeer wendbaar te worden. Uniek aan het vliegtuig is de toepassing van bewegende LEX (leading edge extensions). Hierdoor kan er extra liftkracht worden ontwikkeld zonder dat dat gepaard gaat met veel meer luchtweerstand. Tevens wordt er gebruikgemaakt van 3D stuwstraalbesturing, hoewel het voorlopig onduidelijk is langs hoeveel assen dit gebeurt.
De Soe-57 heeft een uitgebreide set radars en sensoren N036 Bjelka. Aanwezig zijn drie X-band-Active electronically scanned array (AESA)-radars in de neus en links en rechts op de vliegtuigromp, twee L-band-radars vooraan op de vleugels en een infrared search and track-systeem.

## Ontwikkeling
Er zijn vier Soe-57-prototypes gebouwd, waarvan twee alleen voor systeemintegratie en belastingproeven. De eerste testvlucht vond plaats in 2010. Tien jaar later werd de eerste Soe-57 aan de Russische luchtmacht overgedragen. Per december 2023 waren er 32 toestellen in serieproductie gebouwd en afgeleverd. Er zijn er 76 besteld. 

## Inzet
De Soe-57 is vanaf 2018 enkele malen kort actief geweest in de Syrische Burgeroorlog. Bij de invasie in Oekraïne werd de Soe-57 ook ingezet. De straaljagers opereerden echter alleen boven Russisch grondgebied om buiten bereik van de Oekraïense luchtverdediging te blijven.
Op 9 juni 2024 werd een Soe-57 op de grond, zo’n 400 kilometer van het front, beschadigd door een Oekraïense drone.